# キュウリサンドイッチ
キュウリサンドイッチは、キュウリを挟んだサンドイッチ。きゅうりサンド、キューカンバーサンドイッチなどとも呼ぶ。スライスしたキュウリをバターを塗った食パンで挟む。

## 起源
イギリスでは、19世紀から20世紀の初めにかけて産業革命で近郊の農地が工場となったことにより、野菜類は輸入に頼らざるを得なくなった。また、イギリスの気候ではもともとキュウリの栽培に適していなかったこともあり、新鮮なキュウリを口にすることが出来るのは、高価な輸入野菜を購入できるか、温室設備を持ちキュウリを栽培することができる裕福な層や、貴族層のみであった。そのため、新鮮なキュウリを用いたキュウリサンドイッチを来客に振る舞うことは一種のステータスであり、同時にキュウリサンドイッチを食べることができるというのもステータスであった。この事から、20世紀以降にキュウリが安価な食材として広く普及するようになっても、キュウリサンドイッチはイギリス人の食事としては特別なものであり、アフタヌーンティーなどでは欠かせない料理である。

## 主なレシピ
薄く切ったキュウリをバターを塗った食パンで挟むだけのシンプルなレシピである。パンは薄ければ薄いほど上品であるとされる。また、食パンの耳は切り落し白い部分のみ使用することが多い。
現在では、マスタード、サワークリームを加えたり、ミントを入れることもある。
1. キュウリを厚さ1mm程度の薄切りにする。輪切り、短冊切りなど特に決まりはない。伝統的なレシピではキュウリも薄ければ薄いほど上品であるとされる[5]。
2. 薄切りにしたキュウリに塩、胡椒を振り、キッチンペーパーなどで水気を取る。伝統的なレシピではキュウリをワインビネガーやモルトビネガーなど酢にしばらく漬けておく[5]。
3. バターを塗ったパンでキュウリを挟む。
4. 食べやすい大きさにカットする。

## ギャラリー

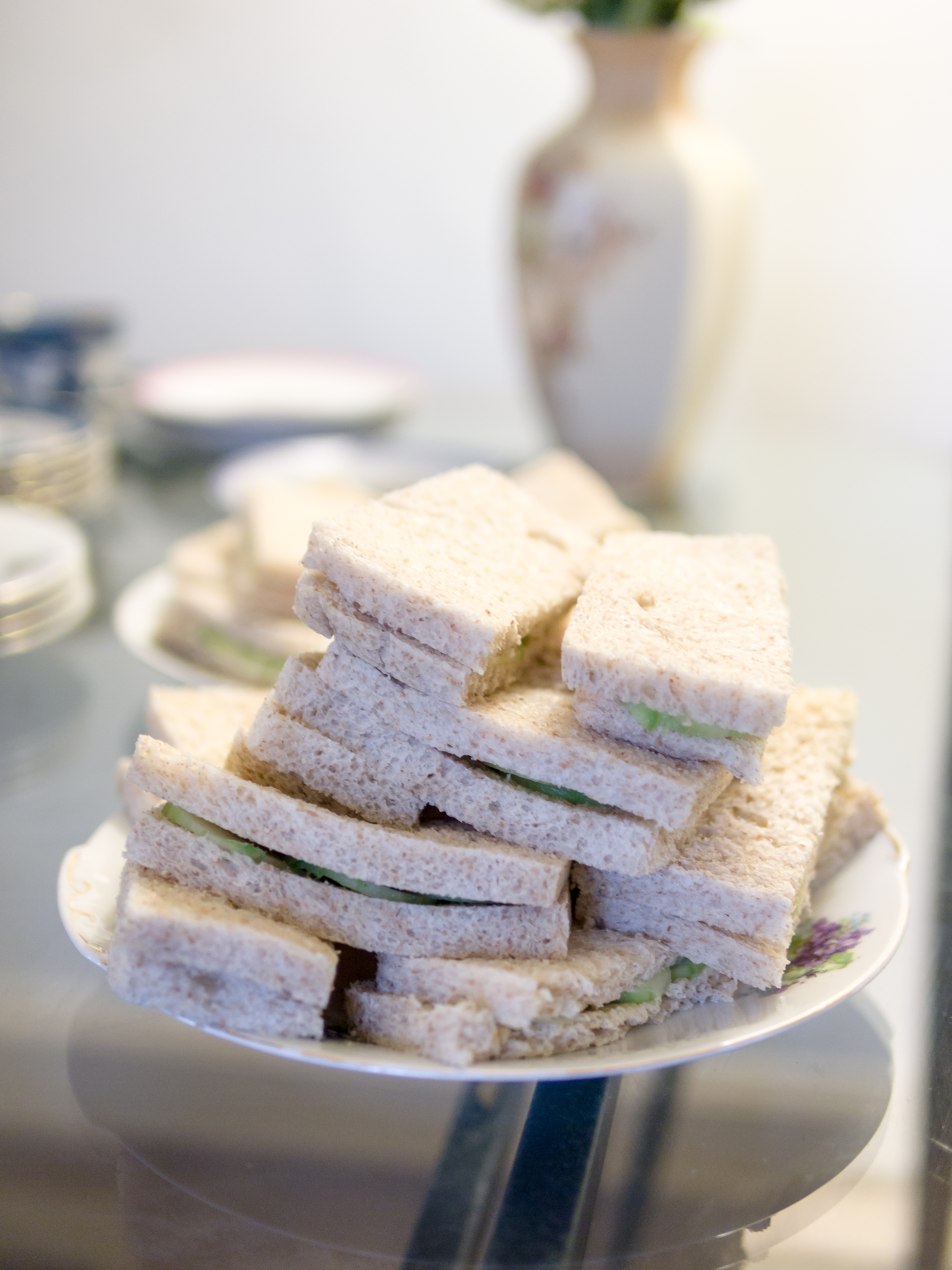
キュウリサンドイッチ
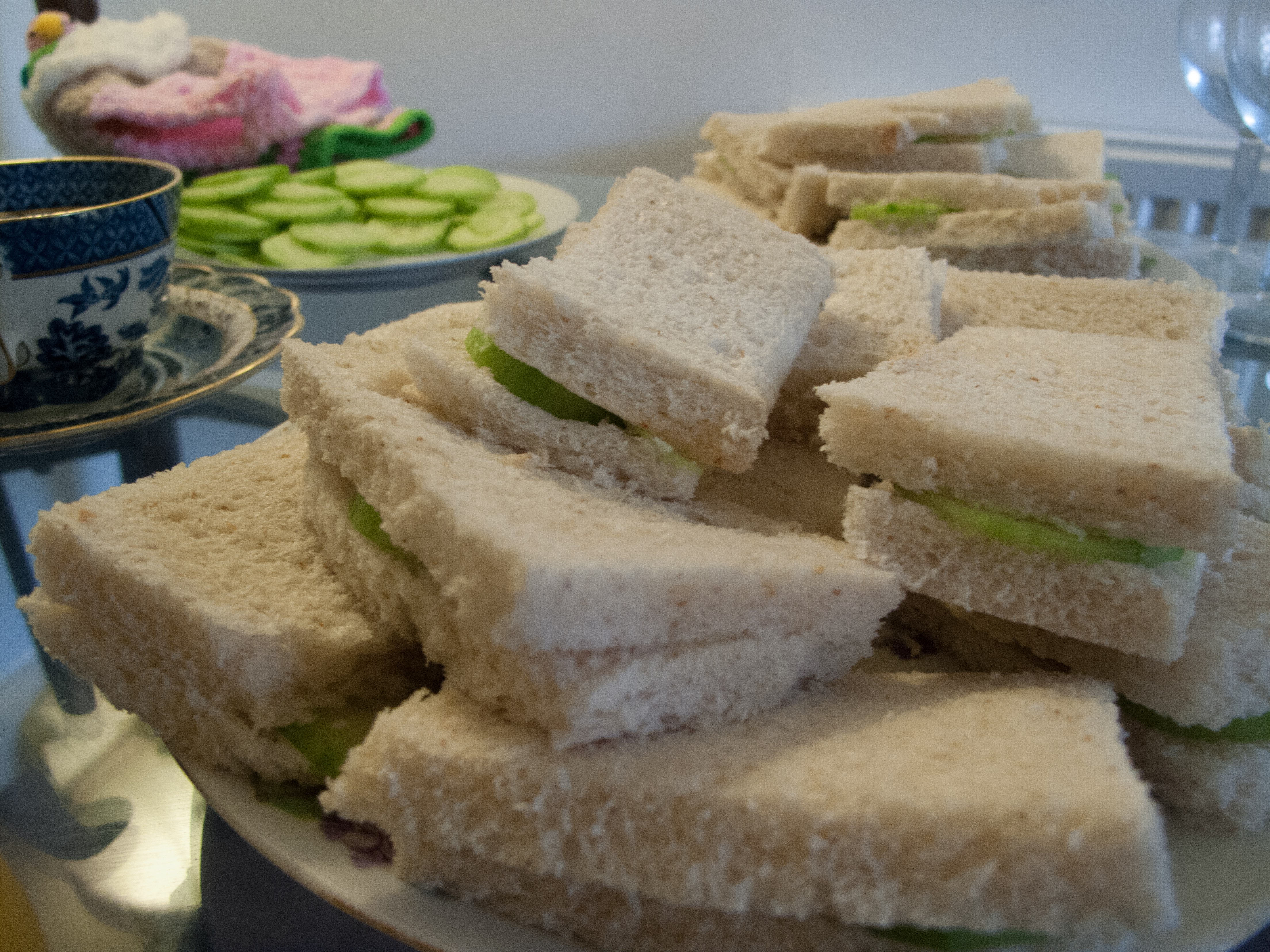
キュウリサンドイッチ
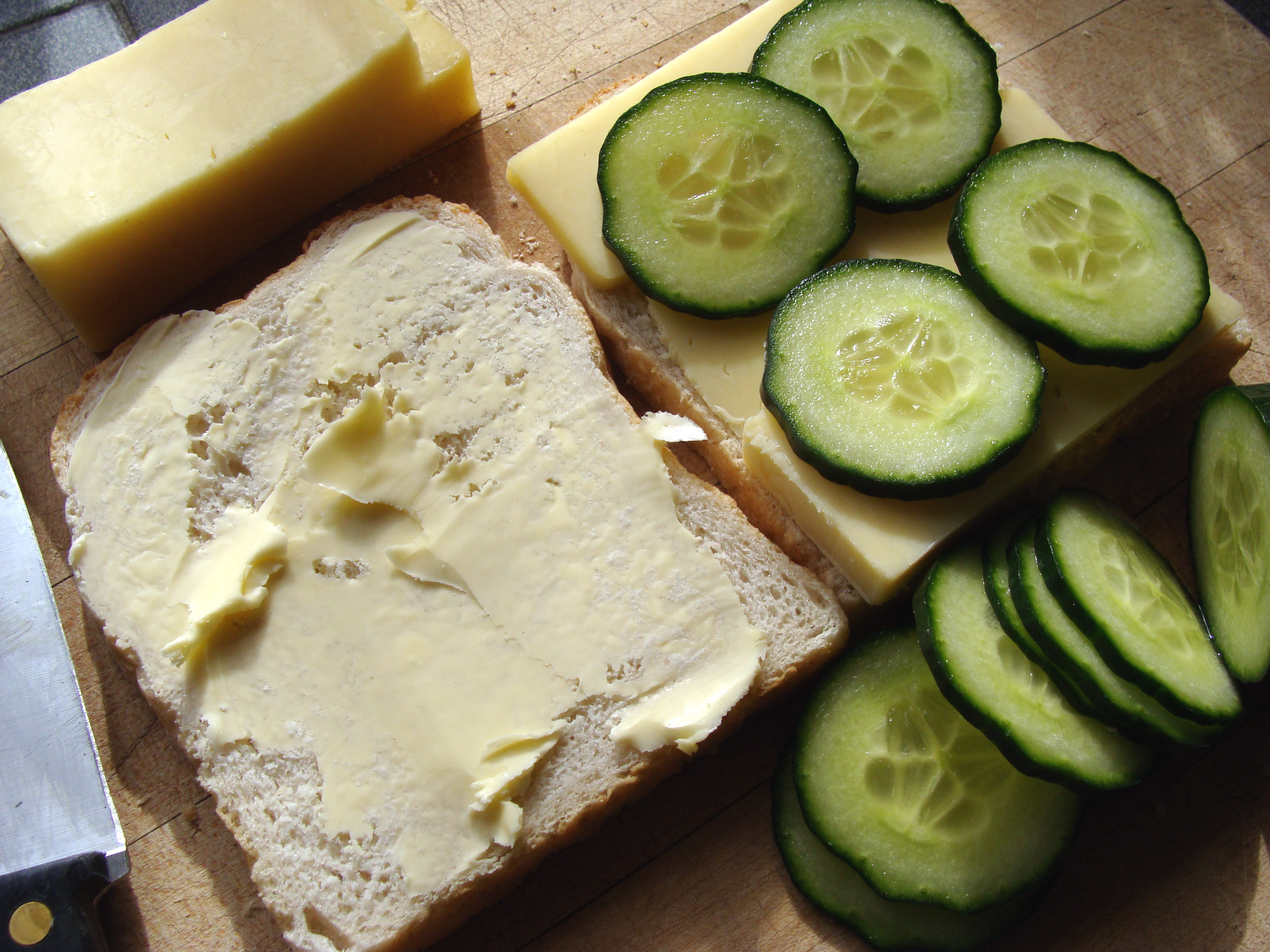
キュウリとチーズのサンドイッチ（調理中）